# Jewgienij Postny
Jewgienij Postny (ur. 3 lipca 1981) – izraelski szachista, arcymistrz od 2002 roku.

## Kariera szachowa
Wielokrotnie reprezentował swój kraj na mistrzostwach świata i Europy juniorów, trzykrotnie zdobywając medale: srebrny w 1999 r. w Patras (ME do lat 18) i dwa brązowe w 1999 r. w Oropesa del Mar (MŚ do lat 18) oraz w 2001 r. w Patras (ME do lat 20). W 2001 r. zdobył również tytuł mistrza Izraela juniorów do lat 20.
Do sukcesów Jewgienija Postnego w międzynarodowych turniejach należą m.in.:
- I m. w Tel Awiwie (1998),
- dwukrotne dz. I m. w Budapeszcie (2002, turniej First Saturday FS06 GM, wspólnie z Levente Vajdą i turniej Elekes Dezso GM, wspólnie z Humpy Koneru),
- dz. I m. w Balatonlelle (2003, wspólnie z Markiem Bluvshteinem),
- I m. w Budapeszcie (2003, turniej First Saturday FS07 GM),
- dz. II m. w Ołomuńcu (2004, turniej Skanska Cup, za Vlastimilem Babulą, wspólnie z Viktorem Laznicką),
- dz. I m. w Bad Wiessee (2005, wspólnie z m.in. Davidem Baramidze, Aleksandrem Delczewem, Arikiem Braunem i Leonidem Kritzem),
- dz. I m. w Sztokholmie (2005/06, turniej Rilton Cup, wspólnie z Normundsem Miezisem, Siergiejem Iwanowem, Eduardasem Rozentalisem i Tomi Nybackiem),
- I m. w Metz (2006),
- dz. II m. w Lodi (2006, za Henrique Meckingiem, wspólnie z Levente Vajdą i Siergiejem Fiedorczukiem),
- dz. I m. w Dreźnie (2006, turniej ZMD Open, wspólnie z Aleksandrem Grafem i Igorem Chenkinem)
- dz. II m. w Lienzu (2007, za Rubenem Felgaerem, wspólnie z Peterem Horvathem),
- dz. II m. w Hoogeveen (2007, za Eltajem Safarlim, wspólnie z Friso Nijboerem, Janem Werle i Janem Smeetsem),
- dz. I m. w Ma’alot-Tarszicha (2008, międzynarodowe mistrzostwa Izraela, wspólnie z Ilią Smirinem),
- dz. II m. w Neustadt an der Weinstrasse (2008, za Tomaszem Markowskim, wspólnie z Olegiem Korniejewem, Robertem Kempińskim, Alonem Greenfeldem i Leonidem Miłowem),
- dz. I m. w Paleochorze (2008, wspólnie w z m.in. Alberto Davidem, Milosem Perunoviciem, Steliosem Chalkiasem, Jurijem Kryworuczko i Mircea Parligrasem),
- dz. I m. we Wrocławiu (2009, wspólnie z m.in. Mateuszem Bartlem, Bartoszem Soćko i Siergiejem Tiwiakowem),
- I m. w Nancy (2010),
- dz. I m. w Sarajewie (2012, turniej Bosna, wspólnie z Viktorem Erdősem i Michaiłem Antipowem),
- I m. w Fagernes (2014)[5],
- I m. w Zadarze (2014)[6].

Wielokrotnie reprezentował Izrael w turniejach drużynowych, m.in.:
- trzykrotnie na olimpiadach szachowych (w latach 2008, 2012, 2014); medalista: wspólnie z drużyną – srebrny (2008)[7],
- dwukrotnie na drużynowych mistrzostwach świata (w latach 2010, 2011)[8],
- dwukrotnie na drużynowych mistrzostwach Europy (w latach 2009, 2011); medalista: indywidualnie – brązowy (2011 – na V szachownicy)[9].

Najwyższy ranking w dotychczasowej karierze osiągnął 1 października 2008 r., z wynikiem 2674 punktów zajmował wówczas 48. miejsce na światowej liście FIDE.